# Stylosanthes ingrata
Stylosanthes ingrata är en ärtväxtart som beskrevs av Sidney Fay Blake. Stylosanthes ingrata ingår i släktet Stylosanthes och familjen ärtväxter. Inga underarter finns listade i Catalogue of Life.